# Lądek Zdrój (gromada)
Lądek Zdrój – dawna gromada, czyli najmniejsza jednostka podziału terytorialnego Polskiej Rzeczypospolitej Ludowej w latach 1954–1972.
Gromady, z gromadzkimi radami narodowymi (GRN) jako organami władzy najniższego stopnia na wsi, funkcjonowały od reformy reorganizującej administrację wiejską przeprowadzonej jesienią 1954 do momentu ich zniesienia z dniem 1 stycznia 1973, tym samym wypierając organizację gminną w latach 1954–1972.
Gromadę Lądek Zdrój z siedzibą GRN w mieście Lądku Zdroju (nie wchodzącym w skład gromady) utworzono – jako jedną z 8759 gromad na obszarze Polski – w powiecie bystrzyckim w woj. wrocławskim, na mocy uchwały nr 11/54 WRN we Wrocławiu z dnia 2 października 1954. W skład jednostki weszły obszary dotychczasowych gromad Lutynia, Orłowiec, Radochów, Stojków, Wójtkówka, Wrzosówka, Kąty Bystrzyckie i Karpno ze zniesionej gminy Lądek Zdrój w tymże powiecie. Dla gromady ustalono 12 członków gromadzkiej rady narodowej.
31 grudnia 1961 z gromady Lądek-Zdrój wyłączono część obszaru wsi Stojków (parcele nr 192, 193, 284 i 943), włączając ją do miasta Lądka-Zdroju  w tymże powiecie.
1 lipca 1968 do gromady Lądek-Zdrój włączono obszar zniesionej gromady Trzebieszowice w tymże powiecie.
Gromada przetrwała do końca 1972 roku, czyli do kolejnej reformy gminnej. 1 stycznia 1973 w powiecie bystrzyckim reaktywowano gminę Lądek-Zdrój (od 1999 gmina należy do powiatu kłodzkiego w woj. dolnośląskim).